# Elephantomyia (Elephantomyia) pictithorax
Elephantomyia (Elephantomyia) pictithorax is een tweevleugelige uit de familie steltmuggen (Limoniidae). De soort komt voor in het Afrotropisch gebied.